# Équipe cycliste Laboral Kutxa-Fundación Euskadi
L'équipe cycliste Laboral Kutxa-Fundación Euskadi est une équipe cycliste féminine espagnole. Elle devient continentale en 2021.

## Histoire de l'équipe

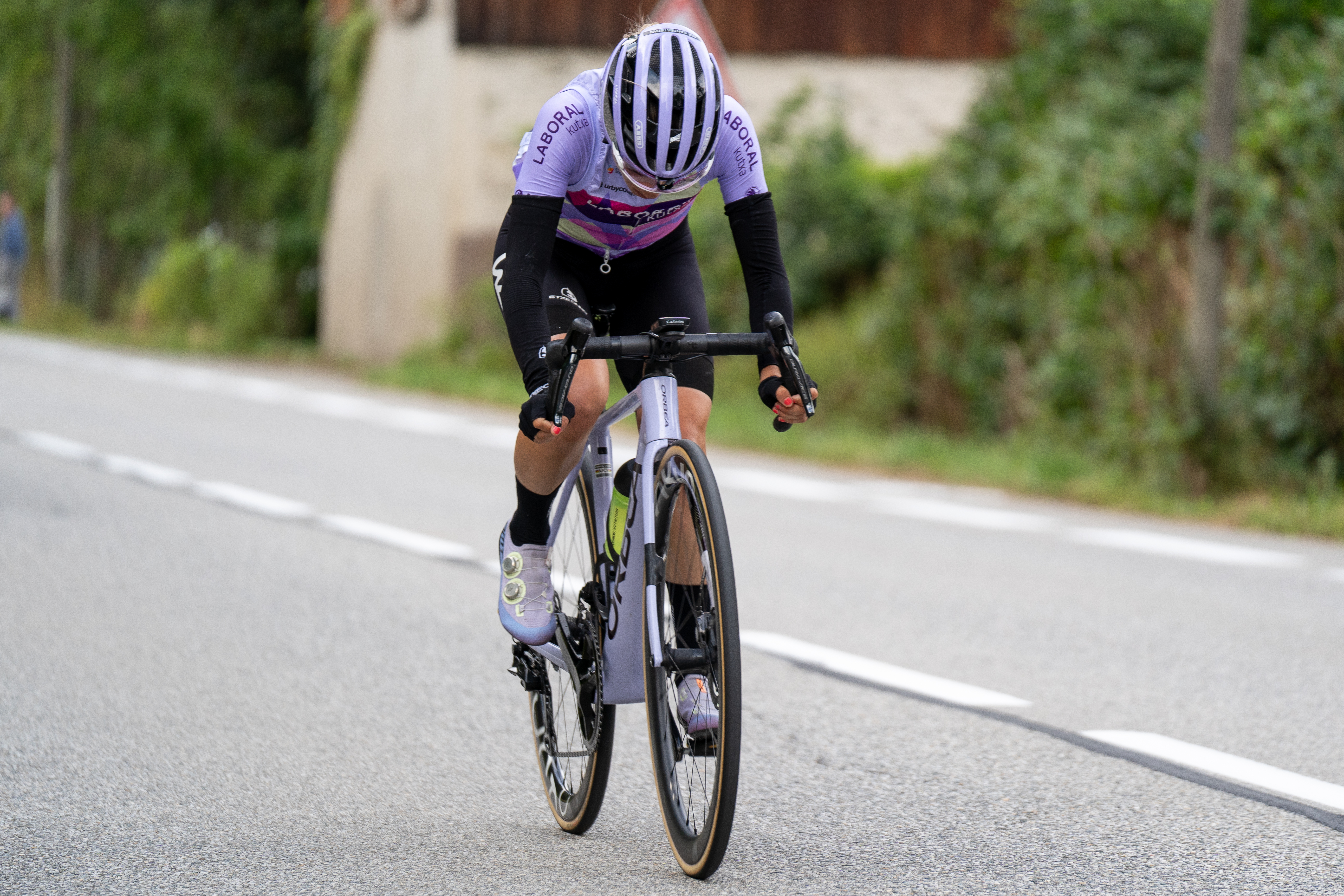
Ane Santesteban sous le maillot de la Laboral Kutxa-Fundación Euskadi lors du Tour de France Femmes 2024

L'équipe est créé en 2019 avec le parrainage de la Fundación Euskadi. Cette fondation, active dans le cyclisme masculin depuis des années, vise à promouvoir la pays basque espagnol, et permettre aux coureurs et coureuses basques de performer au niveau international. La fondation s'associe alors au crédit basque Laboral Kutxa pour sponsoriser l'équipe,.
Après s'être orientée vers la formation et les jeunes coureuses, elle obtient le statut d'équipe continentale, et peut donc participer au calendrier international pour la saison 2021. L'équipe se renforce encore pour la saison 2022. 
Ce renforcement de l'équipe commence à porter ses fruits, et l'équipe remporte son premier succès sur le circuit continental juin 2023. Marta Romeu s'impose en effet à Álora lors de la 3e étape du tour d'Andalousie.
Au mois d'octobre 2023, l'équipe candidate auprès de l'UCI pour rejoindre le WorldTour pour les saisons 2024 et 2025. La demande est cependant rejetée par l'UCI.
Lors de la saison 2024, l'équipe est conviée pour la première fois à participer au Tour de France Femmes. Au préalable, lors du Gran Premio Ciudad de Eibar, Yurani Blanco utilise la dernière difficulté pour s'isoler et s'imposer.
Pour la saison 2025, l'UCI créé une nouvelle catégorie d'équipes de 2e division internationale, entre les équipes World Team et les équipes continentales. L'équipe fait partie des 7 premières équipes de cette nouvelle catégorie UCI Women's ProTeam.

## Classements UCI
Ce tableau présente les places de l'équipe au classement de l'Union cycliste internationale en fin de saison, ainsi que la meilleure cycliste au classement individuel de chaque saison.
| Classement UCI | Classement UCI         | Classement UCI                              | Classement UCI |
| Année          | Classement par équipes | Meilleure coureuse au classement individuel |                |
| -------------- | ---------------------- | ------------------------------------------- | -------------- |
| 2021           | 57e                    | Eukene Larrarte (608e)                      |                |
| 2022           | 50e                    | Yurani Blanco (279e)                        |                |
| 2023           | 23e                    | Nadia Quagliotto (147e)                     |                |
| 2024           | -                      | Usoa Ostolaza (74e)                         |                |
|                |                        |                                             |                |
| Source : UCI   |                        |                                             |                |

L'équipe participe à l'UCI World Tour féminin. Le tableau ci-dessous présente les classements de l'équipe sur ce circuit, ainsi que sa meilleure coureuse au classement individuel.
| UCI World Tour | UCI World Tour         | UCI World Tour                              | UCI World Tour |
| Année          | Classement par équipes | Meilleure coureuse au classement individuel |                |
| -------------- | ---------------------- | ------------------------------------------- | -------------- |
| 2021           | 35e                    | Idoia Eraso (175e)                          |                |
| 2022           | 40e                    | Yurani Blanco (229e)                        |                |
| 2023           | 24e                    | Alba Teruel (155e)                          |                |
| 2024           | -                      | Nadia Quagliotto (98e)                      |                |
|                |                        |                                             |                |
| Source : UCI   |                        |                                             |                |

## Encadrement
En 2021, le directeur sportif est Ion Lazkano et le représentant de l'équipe auprès de l'UCI est Jesus Ezkurdia.

## Effectif actuel
| Effectif 2025            | Effectif 2025     | Effectif 2025 | Effectif 2025                                        |
| Cycliste                 | Date de naissance | Pays          | Équipe précédente                                    |
| ------------------------ | ----------------- | ------------- | ---------------------------------------------------- |
| Naia Amondarain Gazañaga | 13 février 2001   | Espagne       | Sopela Women's Team (2022)                           |
| Alice Maria Arzuffi      | 19 novembre 1994  | Italie        | Ceratizit-WNT Pro Cycling (2024)                     |
| Julia Biryukova          | 24 janvier 1998   | Ukraine       | Human Powered Health (2024)                          |
| Idoia Eraso              | 27 février 2002   | Espagne       |                                                      |
| Arianna Fidanza          | 6 janvier 1995    | Italie        | Ceratizit-WNT Pro Cycling (2024)                     |
| Yanina Kuskova           | 11 décembre 2001  | Ouzbekistan   | Tashkent City Women Professional Cycling Team (2024) |
| Usoa Ostolaza            | 25 février 1998   | Espagne       |                                                      |
| Ane Santesteban          | 12 décembre 1990  | Espagne       | Team Jayco AlUla (2023)                              |
| Debora Silvestri         | 8 mai 1998        | Italie        | Zaaf Cycling Team (2023)                             |
| Catalina Soto            | 8 avril 2001      | Chili         | Bizkaia-Durango (2023)                               |
| Alba Teruel              | 17 août 1996      | Espagne       | Bizkaia-Durango (2022)                               |
| Laura Tomasi             | 1 juillet 1999    | Italie        | UAE Team ADQ (2023)                                  |
| Cristina Tonetti         | 6 juillet 2002    | Italie        | Top Girls Fassa Bortolo (2023)                       |
| Eneritz Vadillo          | 1 novembre 2004   | Espagne       |                                                      |
|                          |                   |               |                                                      |
| Source : ProCyclingStats |                   |               |                                                      |

## Laboral Kutxa-Fundacion Euskadi en 2021

### Effectif
| Effectif 2021      | Effectif 2021     | Effectif 2021 | Effectif 2021          |
| Cycliste           | Date de naissance | Pays          | Équipe précédente      |
| ------------------ | ----------------- | ------------- | ---------------------- |
| Uxue Albizua       | 19 novembre 2002  | Espagne       |                        |
| Ainhize Barrainkua | 31 août 1997      | Espagne       |                        |
| Irantzu Beloki     | 13 février 2000   | Espagne       |                        |
| Tania Calvo        | 26 juin 1992      | Espagne       | Eustrak-Euskadi (2013) |
| Elena Cuenca       | 1 novembre 1999   | Espagne       |                        |
| Idoia Eraso        | 27 février 2002   | Espagne       |                        |
| Garazi Estevez     | 29 janvier 2002   | Espagne       |                        |
| Xubane Garai       | 12 avril 2002     | Espagne       |                        |
| Nekane Gomez       | 2 septembre 1999  | Espagne       | Massi Tactic (2019)    |
| Eukene Larrarte    | 13 septembre 1998 | Espagne       | Eneicat-RBH (2020)     |
| Usoa Ostolaza      | 25 février 1998   | Espagne       |                        |
|                    |                   |               |                        |
| Source : UCI       |                   |               |                        |

### Victoires

#### Sur route
| Victoires | Victoires | Victoires | Victoires | Victoires | Victoires |
| Date      | Course    | Pays      | Classe    | Vainqueur |           |
| --------- | --------- | --------- | --------- | --------- | --------- |

### Classement mondial
| Classement UCI | Classement UCI  | Classement UCI | Classement UCI |
| Coureuse       | Coureuse        | Pays           | Points         |
| -------------- | --------------- | -------------- | -------------- |
| 608e           | Eukene Larrarte | Espagne        | 20 pts         |
| 679e           | Idoia Eraso     | Espagne        | 15 pts         |

## Laboral Kutxa-Fundacion Euskadi en 2022

### Effectif
| Effectif 2022    | Effectif 2022     | Effectif 2022 | Effectif 2022          |
| Cycliste         | Date de naissance | Pays          | Équipe précédente      |
| ---------------- | ----------------- | ------------- | ---------------------- |
| Mireia Arriazu   | 4 juin 2003       | Espagne       |                        |
| Irantzu Beloki   | 13 février 2000   | Espagne       |                        |
| Yurani Blanco    | 3 février 1998    | Espagne       | Bizkaia-Durango (2021) |
| Tania Calvo      | 26 juin 1992      | Espagne       | Eustrak-Euskadi (2013) |
| Elena Cuenca     | 1 novembre 1999   | Espagne       |                        |
| Idoia Eraso      | 27 février 2002   | Espagne       |                        |
| Garazi Estevez   | 29 janvier 2002   | Espagne       |                        |
| Olatz Gabilondo  | 30 août 1999      | Espagne       |                        |
| Xubane Garai     | 12 avril 2002     | Espagne       |                        |
| Ariana Gilabert  | 12 avril 2000     | Espagne       | Bizkaia-Durango (2021) |
| Sandra Gutierrez | 6 mars 2003       | Espagne       |                        |
| Amaia Lartitegi  | 12 mars 2001      | Espagne       | Bizkaia-Durango (2021) |
| Usoa Ostolaza    | 25 février 1998   | Espagne       |                        |
|                  |                   |               |                        |
| Source : UCI     |                   |               |                        |

### Victoires

#### Sur route
| Victoires | Victoires | Victoires | Victoires | Victoires | Victoires |
| Date      | Course    | Pays      | Classe    | Vainqueur |           |
| --------- | --------- | --------- | --------- | --------- | --------- |

### Classement mondial
| Classement UCI | Classement UCI | Classement UCI | Classement UCI |
| Coureuse       | Coureuse       | Pays           | Points         |
| -------------- | -------------- | -------------- | -------------- |
| 279e           | Yurani Blanco  | Espagne        | 97 pts         |
| 632e           | Tania Calvo    | Espagne        | 30 pts         |
| 692e           | Idoia Eraso    | Espagne        | 27.67 pts      |
| 1155e          | Usoa Ostolaza  | Espagne        | 3 pts          |